# Trochochaetidae
Trochochaetidae é uma família de animais anelídeos poliquetas marinhos, tubícolas, que vivem em sedimentos não consolidados. São caracterizados por terem um par de palpos supostamente alimentares e, principalmente, pelas cerdas dos segmentos anteriores, que são protráteis e dirigidas para a frente, formando estrutura radiada característica, quando totalmente distendidas.

## Morfologia

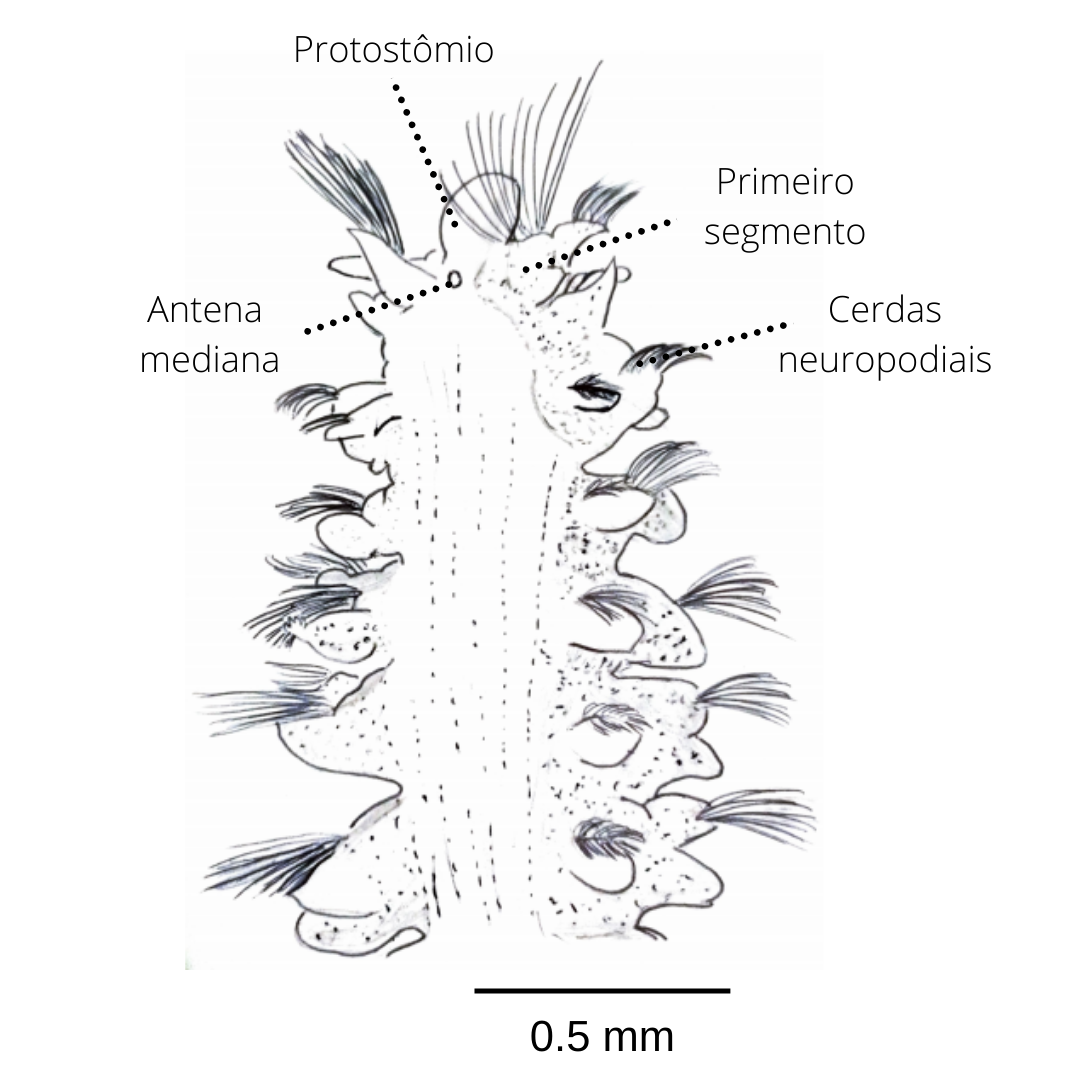
Esquema da região anterior de um Trochochaetidae, palpos ausentes (adaptado de Beesley, Ross e Glasby, 2000)

Os trocoquetídeos são vermes de corpo cilíndrico achatado, fino e longo, atingindo mais de 90 mm de comprimento e podendo apresentar mais de 200 segmentos.
Sendo do grupo dos anelídeos poliquetas, seu corpo possui três regiões principais: a cabeça, o tronco e o pigídio. A cabeça é formada por duas partes o prostômio, que é a mais anterior, e o peristômio, a mais posterior, onde fica a boca. O tronco é formado por vários segmentos repetidos. O pigídio é a extremidade posterior, onde fica o ânus.
O prostômio é arredondado e apresenta um prolongamento posterior. Nele, estão localizados os órgãos nucais, que se apresentam como sulcos ciliados. Alguns grupos podem apresentar uma antena mediana no prostômio. O peristômio está reduzido aos lábios e apresenta um par de palpos sulcados.

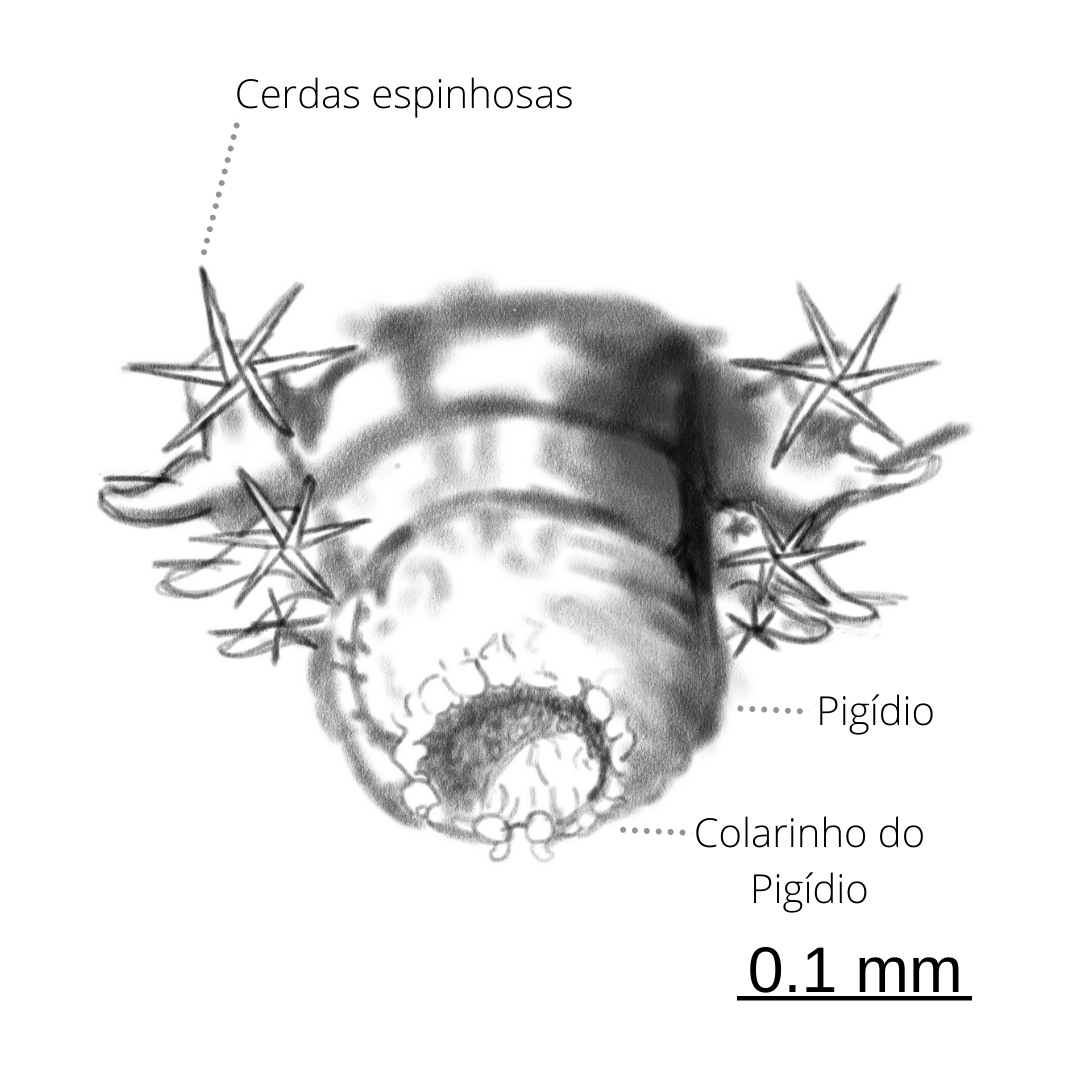
Esquema da visão dorsal do pigídio de Trochochaeta franciscana (adaptado de Rouse & Pleijel, 2001).

No tronco, os segmentos do corpo são semelhantes entre si, mas os parapódios do primeiro segmento estão projetados anteriormente, assim como os da cabeça. Os parapódios são birremes e sem acículas. Entretanto, os dos segmentos medianos do corpo são unirremes, apresentando apenas neuropódios. Esta é uma característica que distingue estes animais dos das demais famílias de Spionida.
As cerdas são simples, sendo do tipo capilares bastante ornamentadas ou espinhos. As cerdas neuropodiais em espinho, que são usadas para locomoção e manutenção dos tubos que os animais vivem, encontram-se associadas a glândulas de muco e têm as pontas em escova. 
Na região anterior, há as cerdas como espinhos protráteis, que, e quando exteriorizadas, e este processo é irreversível, formam um estrutura radiada.
Não há brânquias, presume-se que a respiração seja feita pelos lobos dos parapódios. Supõe-se que os órgãos excretores, no caso, os metanefrídios, estejam localizados nos segmentos anteriores, enquanto os enquanto os gonodutos estão nos posteriores, seguindo o mesmo padrão dos outros spioniformes.
O pigídio forma um pequeno colarinho e pode conter quantidade variada de cirros.

## Diversidade & Hábitos
São reconhecidas doze espécies. A maioria dos registros é do hemisfério norte, mas não aparentam ser abundantes em nenhum lugar.
Os trocoquetídeos são bentônicos e vivem principalmente em profundidades inferiores a 3000 m em sedimentos macios, sendo que poucas espécies vivem em profundidades menores, em águas rasas costeiras.
Vivem dentro de tubos, que eles mesmos produzem, cavando no sedimento, revestindo a galeria com lama e reforçando as paredes com muco. Esses tubos são longos e ramificados, podendo ser considerados galerias.
Foi descrito que, para indivíduos de Trochochaeta multisetosa, os neuropódios do tronco têm a função de fixação, dentro dos tubos, enquanto os do abdômen anterior têm a função de geração de fluxo de água através do tubo, por meio de movimentos ondulatórios.
Quanto à alimentação, acredita-se que utilizem seus palpos para capturar material em suspensão, ou em depósitos superficiais. Entretanto, sua alimentação nunca foi testemunhada.
São animais dioicos, ou seja, há machos e fêmeas. Suas larvas podem ser planctotróficas,, consumindo detritos ou organismos do plâncton, ou lecitotróficas, consumindo o vitelo do ovo. Ambos os tipos de larvas apresentam longas cerdas natatórias.
Não são conhecidos fósseis de Trochochaetidae.

## Taxonomia & Filogenia
Trochochaetidae é uma família de um único gênero, Trochochaeta, do qual são reconhecidas doze espécies.

#### História taxonômica
Anteriormente, o gênero Trochochaeta era conhecido como Disomida e estava na família Disomidae, juntamente com Poecilochaetus.
Mais tarde, Poecilochaetus foi retirada da família e o colocada em Poecilochaetidae devido a estudos comparativos das larvas dos dois gêneros citados, restando apenas Disomida em Disomidae.
Posteriormente, percebe-se que o nome Disomida já havia sido utilizado para designar um protozoário, de forma que  o nome do gênero foi mudado para Trochochaeta, como já havia sido sugerido no passado.

#### Filogenia
Uma característica que pode apoiar a monofilia de Trochochaetidae são os parapódios unirremes, da região mediana do corpo.
Estudos morfológicos indicam que Trochochaetidae é grupo-irmão de Poecilochaetidae.